# Краковские вести
«Краковские вести: народная газета для Генерал-губернаторства» (укр. Краківські вісті: народний часопис для Генерал-Губернаторства, нем. Krakauer Nachrichten — Ukrainische Tageszeitung) — украиноязычная ежедневная газета, издаваемая Украинским Издательством с 1940 по 1945 год. Газета рассчитывалась на украинцев, живущих в Генерал-губернаторстве, а также на украинских остарбайтеров, и была одним из ведущих изданий на украинском языке на оккупированной Германией территории. В «Краковских вестях» публиковались переводы статей из немецких газет и пропагандистские материалы, в том числе антисемитского характера. Также тем же издательством выпускалась одноимённая еженедельная газета.

## Содержание
Газета публиковалась с 1940 по 1945 год. «Краковские вести» перепечатывали материалы немецких газет, чаще всего — Völkischer Beobachter. Помимо этого переводились статьи из Berliner Illustrierte Nachtausgabe и крупнейших немецких изданий. Через газету проводилась идеологическая обработка украинского населения, в особенности касательно операции «Барбаросса»:251–261. В мае 1943 года по настоянию немецких властей в газете была опубликована серия антисемитских статей:82-85.
Джон-Пол Химка, профессор истории из Альбертского университета, считает, что с 1940 по 1945 год «Краковские вести» были ведущим украиноязычным изданием на оккупированной Германией территории:251. Он связывает публикацию антисемитских материалов в газете с созданием атмосферы, способствовавшей массовому убийству евреев:619.

## История
После советского вторжения в Польшу в 1939 году и подписания договора о ненападении между Германией и Советским Союзом многие украинские националисты покинули Западную Украину, находившуюся под контролем СССР, и переехали в немецкую зону оккупации. Центром их деятельности стал Краков — столица подконтрольного немцам Генерал-губернаторства. В 1939 году в Кракове создаётся Украинское Издательство, которое в дальнейшем будет издавать «Краковские вести». Несмотря на финансовые и технические трудности, сильную немецкую цензуру и нехватку бумаги, преследовавшие издательство на протяжении всего его существования, Украинское Издательство публиковалось большими тиражами. 10 ноября 1939 с представителями издательства встретился генерал-губернатор Ганс Франк, который пообещал «поддержать украинское издательство и прессу»:251. На первых порах финансирование издательства обеспечивали украинские жители Генерал-губернаторства:251. Издательство тесно сотрудничало с главой ЦК Украины Владимиром Кубийовичем, однако было более автономным, чем другие украиноязычные издания при немецком правлении.
Первый выпуск «Краковских вестей» был напечатан 7 января 1940 года. С ноября того же года газета перешла на ежедневный формат. Одновременно Украинское Издательство начало печатать еженедельную газету для сельского населения:252. Немецкое правительство ограничивало выпуск газеты небольшими тиражами, поэтому печаталось около 10 000 экземпляров в 1941 году, а к 1943 году тираж вырос до 15 000:252. Поскольку в Кракове проживало сравнительно небольшое количество украинцев, большая часть копий распространялась за пределами города.
Читатели газеты жили преимущественно в Генерал-губернаторстве, в оккупированной немцами Европе, в их число входили и украинцы-остарбайтеры. Немецкое правительство, однако, наложило запрет на распространение газеты в Рейхскомиссариате Украина, где проживало огромное количество потенциальных читателей:253. Целевой аудиторией газеты считались «крестьяне, рабочие и беженцы», однако в конечном итоге ежедневная газета стала ориентироваться на интеллигенцию, а еженедельная — на сельское население и рабочих:254.
В 1944 году, под угрозой советского контрнаступления, редакция переехала в Вену. Последний тираж вышел 29 марта 1945 года:251–261.

## Редакторы
Председатель Украинского Издательства Пеленский долго не мог найти главного редактора «Краковских вестей». Множество талантливых редакторов из Львова опасались репрессий Советского Союза в отношении их семей, оставшихся в Галиции:254. Первый главный редактор, Борис Левицкий, был отстранён от своей должности по требованию немецких властей после публикации статьи о Советско-финляндской войне.
В 1940 году на смену Левицкого был назначен Михаил Хомяк, который оставался в должности главного редактора вплоть до закрытия газеты в 1945 году:254. Заместителем редактора был Лев Лепкий, а в редакционную коллегию также входили Роман Купчинский, Мариан Козак, Ярослав Заремба и Пётр Сагайдачный — все они были жителями Галиции:255.
В переписке с редакцией Михаил Хомяк отмечал, что газета «постоянно сталкивалась с трудностями, вызванными немецкой цензурой», что «наносило ущерб газете» и создавало «опасный редакционный кризис». В нехватке редакторов он винил именно немецкую цензуру:257.